# The Shortcut
The Shortcut (Brasil: O Atalho ) é um filme de terror e suspense norte-americano de 2009, dirigido por Nicholaus Goossen.